# Катху
Катху́ или Кату (тайск. กะทู้, [kā.tʰúː]) — это ампхе (район, округ) провинции Пхукет, Таиланд. Район расположен на западном побережье острова Пхукет и считается курортным, так как омывается Андаманским морем, включает в себя популярные пляжи Патонг и Камала и застроен многочисленными объектами туристической инфраструктуры. 

## География
Катху находится на западе острова Пхукет. На севере граничит с Тхалангом, со Столичным ампхе Пхукет на востоке и юге и омывается Андаманским морем на западе.
Катху — это район, на территории которого находится туристический пляж Патонг. Чуть севернее есть еще пляж Камала, но он не имеет такой популярности.

## История
Ещё 200 лет назад на Пхукете в районе пляжа Патонг были джунгли, первые поселения появились только в начале 19 века. Их жители занимались рыбным промыслом и сбором бананов на огромных плантациях. В 1947 году была построена дорога, соединяющая район Патонг и Пхукет Таун.
В 1960-х на Патонге было две деревни: тайская — около храма у подножья холма и мусульманское поселение рыбаков чуть ближе к пляжу. Весь остальной район занимали кокосовые плантации, фруктовые сады, рисовые поля и пастбища буйволов. На пляже Камала была деревня мусульманского сообщества, которые занимались рыбной ловлей. В 1970-х с приходом туристов на Патонге и других пляжах стали появляться бунгала с соломенными крышами.
Район Кату исторически был местом жизни обеспеченных тайцев с достатком заметно выше среднего и экспатов первого поколения.
5 декабря 1938 года район был «понижен» до статуса «небольшого района» (กิ่ง อำเภอ — «กิ่ง» буквально «ветвь») и стал частью Столичного ампхе Пхукет. 10 декабря 1959 года ему был снова возвращен статус ампхе.

## Административное деление
Район разделен на три подрайона (тамбоны), которые в свою очередь подразделяются на 14 деревень (мубаны). Патонг имеет особый статус города, Катху — статус муниципального суб-района, а Камала возглавляется Администрацией района (ТАО).
| \| Номер \| Название \| Название на тайском \| Количество входящих мубан \| Население[6] \| \| \| ----- \| -------- \| ------------------- \| ------------------------- \| ------------ \| \| \| 1. \| Катху \| กะทู้ \| 8 \| 20,239 \| \| \| 2. \| Патонг \| ป่าตอง \| - \| 17,843 \| \| \| 3. \| Камала \| กมลา \| 6 \| 5,459 \| \| | Map of Tambon |                     |                           |           |  |
| Номер | Название      | Название на тайском | Количество входящих мубан | Население |  |
| 1. | Катху         | กะทู้                 | 8                         | 20,239    |  |
| 2. | Патонг        | ป่าตอง               | -                         | 17,843    |  |
| 3. | Камала        | กมลา                | 6                         | 5,459     |  |